# Gut Grevenburg

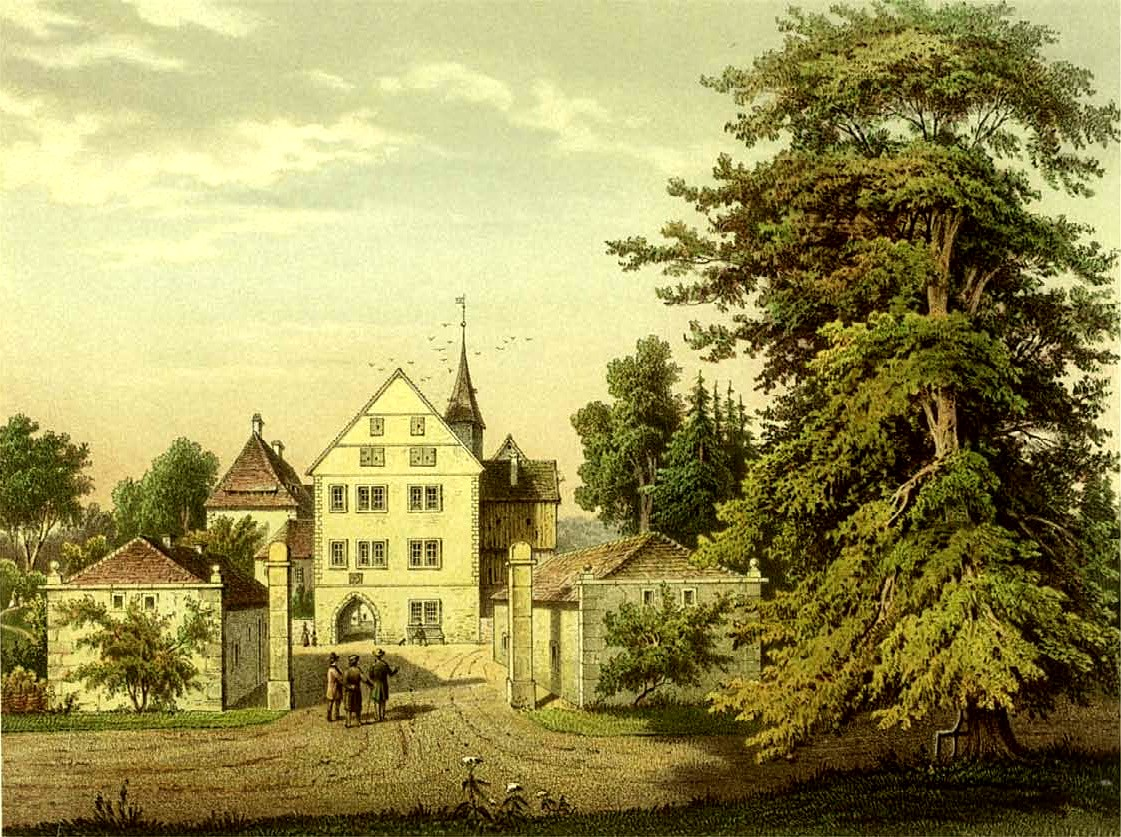
Das Gut Grevenburg nach Alexander Duncker (zwischen 1857 und 1883)

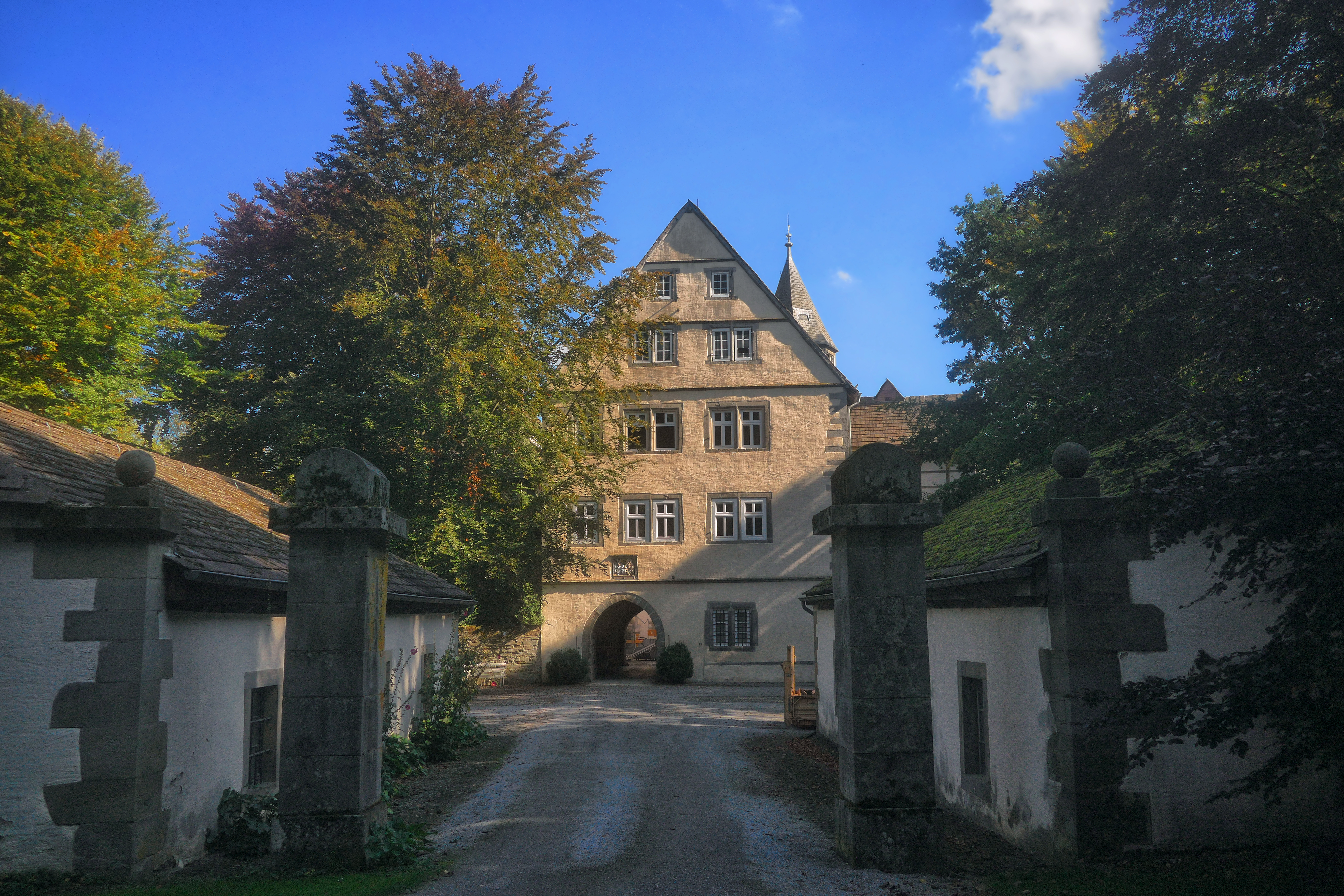
Gutshaus Grevenburg Ansicht von Westen

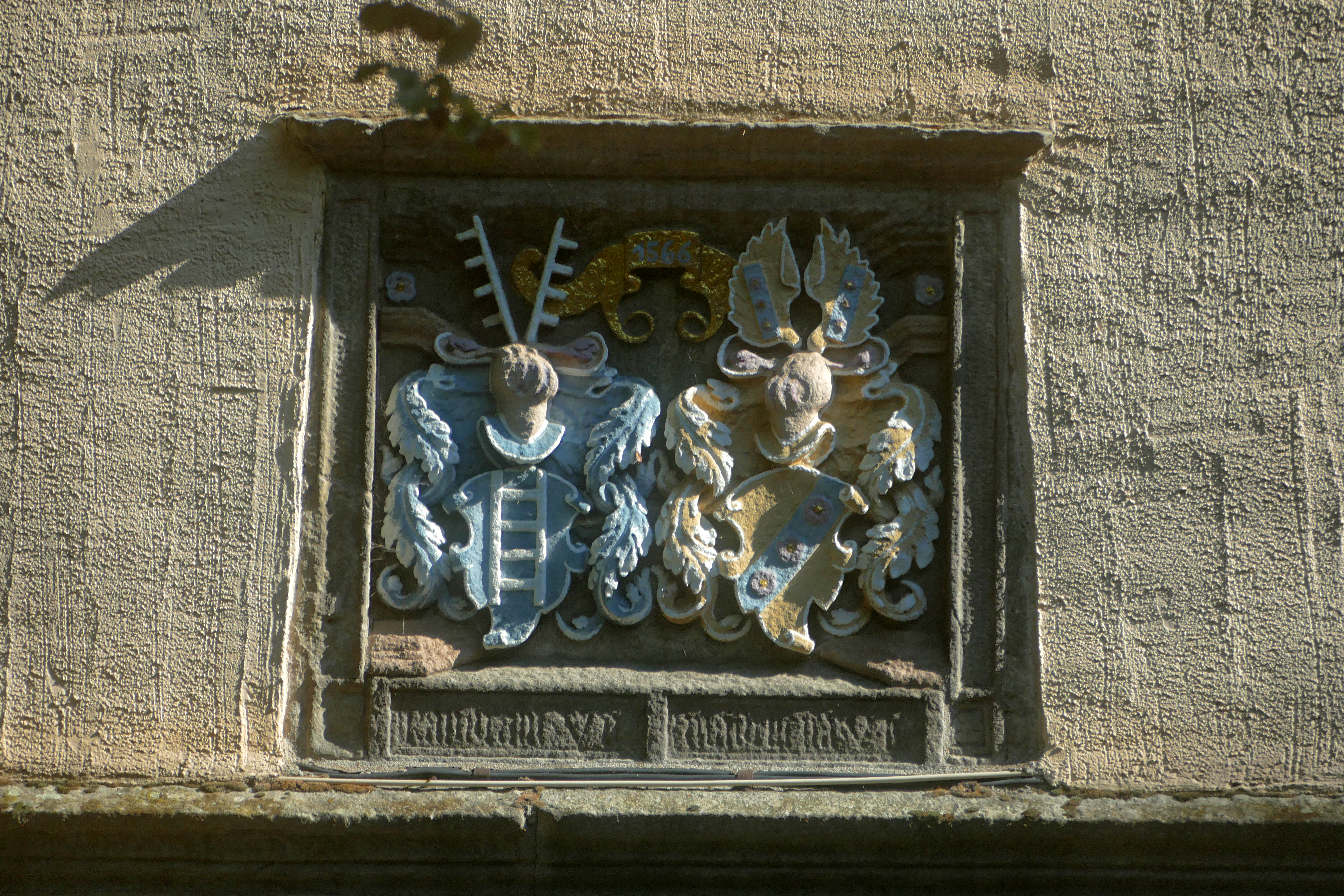
Allianzwappen von Oeynhausen – von Kerssenbrock am Torhaus

Die Grevenburg liegt einen Kilometer nordöstlich des Dorfes Sommersell der Stadt Nieheim im Kreis Höxter in Nordrhein-Westfalen.

## Geschichte des Gebäudes und des Parks
Die Grevenburg ist eine Wasserburg (Schloss bzw. Herrenhaus); das Gutsgelände rund um das Gebäude umfasst 2,5 ha und ist heute ein historischer Landschaftspark. Das Adelsgeschlecht Oeynhausen erwarb das Gelände und erbaute dort im Jahre 1536 ein Vorwerk. Die Burg wurde nach dem Bach Greve benannt. Die Nachfahren erbauten 1566 bis 1579 als Familienstammsitz das kleine Renaissance-Herrenhaus. Ursprünglich war die Grevenburg von einer ca. 18 m breiten Gräfte umgeben, die von einem hohen und dicken Ringwall eingeschlossen war. Um 1850 wurde die Gräfte teilweise verfüllt und es wurden Teiche angelegt. Um 1950 wurde der Park nochmals umgebaut. Der Park ist durch alten Baumbestand charakterisiert.

## Familienbesitz

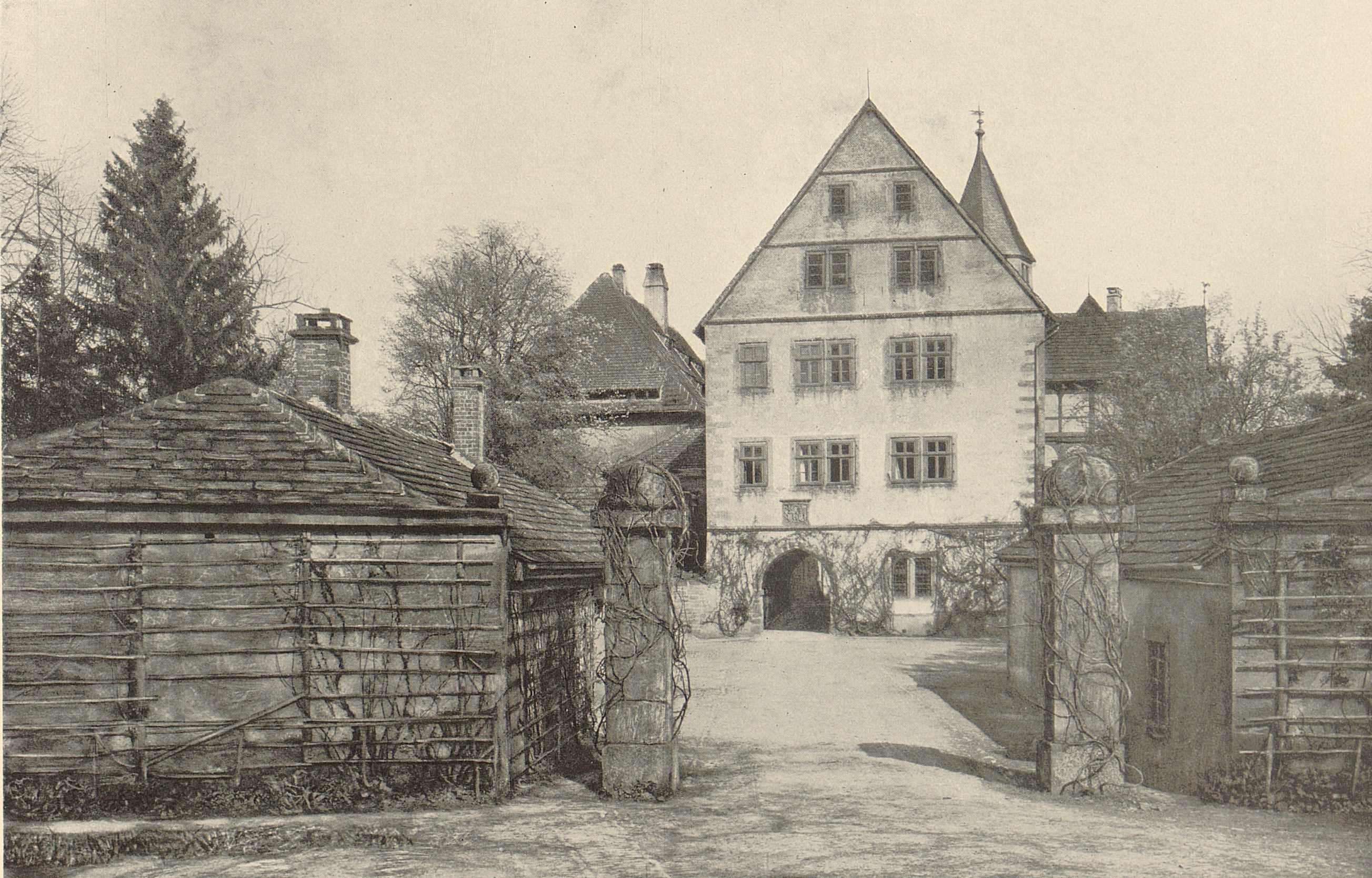
Das Gutshaus Grevenburg 1918

Der Familienzweig nannte sich fortan Oeynhausen-Grevenburg. Die Familie kam 1592 auch in den Besitz der Oldenburg im heutigen Stadtgebiet von Marienmünster. Arnd von Oeynhausen, Herr auf Grevenburg, war 1650 Hauptmann und Kommandant zu Gießen. Karl von Oeynhausen (1795–1865), preußischer Berghauptmann, wurde auf der Grevenburg geboren. Nach ihm ist die Stadt Bad Oeynhausen benannt. Die Grevenburg befindet sich noch heute im Familienbesitz.
Anfang des 20. Jahrhunderts war der Besitzer des Gutes Adolf von Oeynhausen. Seit Beginn der  Weimarer Republik gehörte Oeynhausen antirepublikanischen und demokratiefeindlichen Parteien und Verbänden an. Seit 1931 war er Mitglied der NSDAP. Mit Adolf Hitler, Heinrich Himmler und anderen NS-Größen war Oeynhausen persönlich bekannt; Hitler übernachtete zwischen 1930 und 1936 insgesamt 15 mal auf dem Gut. Im Lippischen Wahlkampf im Januar 1933 diente die Grevenburg zusammen mit Schloss Vinsebeck der NSDAP-Spitze als Basis; Hitler und Himmler fuhren von hier aus zu den Wahlkampfauftritten. Ihr Gastgeber Adolf von Oeynhausen machte im „Dritten Reich“ Karriere und wurde schon am 25. März 1933 zum Regierungspräsidenten des Regierungsbezirks Minden ernannt, was er bis 1943 blieb.